# Croisances
Croisances là một xã thuộc tỉnh Haute-Loire nam trung bộ nước Pháp. Xã Croisances nằm ở khu vực có độ cao trung bình 888 mét trên mực nước biển.